# З
З (gemen: з) är en bokstav i det kyrilliska alfabetet. Den uttalas normalt som ett tonande s-ljud, men i ordslut samt före ь och uppmjukande vokal uttalas den som vanligt s-ljud på ryska. Vid transkribering av ryska skriver man z i svensk text och [z] i IPA. Vid translitteration till latinska bokstäver enligt ISO 9 motsvaras bokstaven också av z. Bokstaven З ska inte förväxlas med bokstaven Э och inte heller med siffran 3.

## Teckenkoder i datorsammanhang
| Teckenkoder        | Versal: З                  | Gemen: з                 |
| ------------------ | -------------------------- | ------------------------ |
| Namn (Unicode)     | CYRILLIC CAPITAL LETTER ZE | CYRILLIC SMALL LETTER ZE |
| Kodpunkt (Unicode) | U+0417                     | U+0437                   |
| HTML               | &#1047;                    | &#1079;                  |